# Leucospis affinis
Leucospis affinis – gatunek błonkówki  z rodziny osarkowatych.

## Taksonomia
Gatunek został opisany w 1824 roku przez Thomasa Saya.
Zalicza się do niego trzy podgatunki:
- Leucospis affinis affinis Say, 1824
- Leucospis affinis dubiosa Cresson, 1872
- Leucospis affinis floridana Cresson, 1872

## Zasięg występowania
Ameryka Północna od płd. Kanady na płn. po płn. Meksyk na płd. i od Atlantyku na wsch. po Pacyfik na zach. Podgatunek L. a. floridana występuje na Florydzie (zwłaszcza południowej), zaś L. a. dubiosa - w Meksyku.

## Biologia i ekologia
Żywicielami są różne gatunki pszczół z rodziny miesierkowatych.